# Calamocha
Calamocha é um município da Espanha na província de Teruel, comunidade autónoma de Aragão. Tem 316,63 km² de área e em 2021 tinha 4 473 habitantes (densidade: 14,1 hab./km²).

## Demografia
| Variação demográfica do município entre 1991 e 2004 | Variação demográfica do município entre 1991 e 2004 | Variação demográfica do município entre 1991 e 2004 | Variação demográfica do município entre 1991 e 2004 |
| --------------------------------------------------- | --------------------------------------------------- | --------------------------------------------------- | --------------------------------------------------- |
| 1991                                                | 1996                                                | 2001                                                | 2004                                                |
| 4276                                                | 4019                                                | 4040                                                | 4256                                                |